# Ilia Fibiger
Ilia Marie Fibiger, född 5 oktober 1817 i Köpenhamn, död 10 juni 1867, var en dansk författare och filantrop. Hon var äldre syster till den banbrytande kvinnorättskämpen Mathilde Fibiger.

## Biografi
Ilia Fibiger var ett av åtta syskon i en framträdande militär- och borgerlig familj. Fadern, Johan Adolph Fibiger, var kapten och titulerades kommendant. Äktenskapet mellan föräldrarna var olyckligt och resulterade i en skilsmässa 1843. De hade dock varit separerade sedan 1837 och Ilia Fibiger tog sin moders parti och levde ihop med henne. Av syskonen stod Adolph Fibiger, som var känd som antiaristokrat och enväldeskritiker, henne närmast. Han försökte att få till stånd ett äktenskap mellan henne och sin vän, sjöofficeren Osvald Marstrand. Detta blev dock aldrig av; brodern själv dog 1841 och Marstrand stupade i slaget vid Eckernförde 1849 under slesvig-holsteinska kriget.
I takt med att modern blev äldre och svagare övertog Fibiger allt fler hushållsuppgifter. Efter moderns död 1844 bodde hon några år hos en moster och bedrev där självstudier för att kunna bli lärarinna. Hon fick en tjänst på Ljørslevs prästgård på Mors 1847. Hon återvände till Köpenhamn efter endast ett halvår och flyttade in i en vindsvåning på Vesterbro. Hon försörjde sig genom att undervisa småflickor i handarbete samt genom att själv sy skjortor och arbeta på en terrakottafabrik. 
Under koleraepidemin 1853 anmälde hon sig som volontärarbetare på Almindelig Hospital i Köpenhamn, där dödligheten var hög bland smittade patienter. Året efter blev hon anställd på Frederiks Hospital som avdelningssjuksköterska och fick en bostad i anslutning till institutionen. Hon kom bland annat vårda Søren Kierkegaard på hans dödsbädd. Detta arbete hade hon till 1860, då hon hoppades kunna försörja sig på sitt författarskap. Hon flyttade in i en socialbostad på Østerbro, som drevs av Lægeforeningens Boliger. Hon tog till sig småflickor, de flesta födda utanför äktenskapet, för att förbereda dem inför ett liv som tjänsteflickor. Ett år innan sin död adopterade hon nio flickor. Ett barnhem, Ilias Minde, upprättades 1872 till hennes minne av pastor Georg Schepelern.

## Författarskap
Fibiger var väl beläst i Walter Scotts romaner, tyska skräckromantiska romaner samt i Søren Kierkegaards verk. Hon började skriva 1850 för att ge utlopp för sin inåtvändhet, vilket resulterade i dramerna Marsk Stig och Et gammelt Eventyr. Hon skickade dem till Det Kongelige Teater men de återsändes, dock med ett par uppmuntrande ord från Johan Ludvig Heiberg. Hon debuterade som författare 1857 med dramasamlingen Tre Dramer, i vilken de två tidigare ingick samt Hagbart og Signe. Denna följdes av dramerna Synd og Sorg (1862) och Niels Ebbesen (1866), men dessa blev aldrig uppförda. Hon rönte större framgångar med lustspelet Modsætninger (tryckt 1861), som uppfördes på Det Kongelige Teater 1860, och bildningsromanen Magdalene (1862). Till hennes författarskap hör även ett antal barnböcker och äventyr: Rettroende Eventyr (1859), Løst og Bundet (1863) och Syv Eventyr (1866). Efter hennes död lät författaren Vilhelm Møller utge hennes diktsamling, Digtninger (1867). Som brukligt bland många kvinnliga författare under 1800-talet lät Fibiger publicera sina verk anonymt. Hennes författarskap var dock känt för poeterna Christian Winther, Henrik Hertz och H.C. Andersen.